# Arc à muqarnas

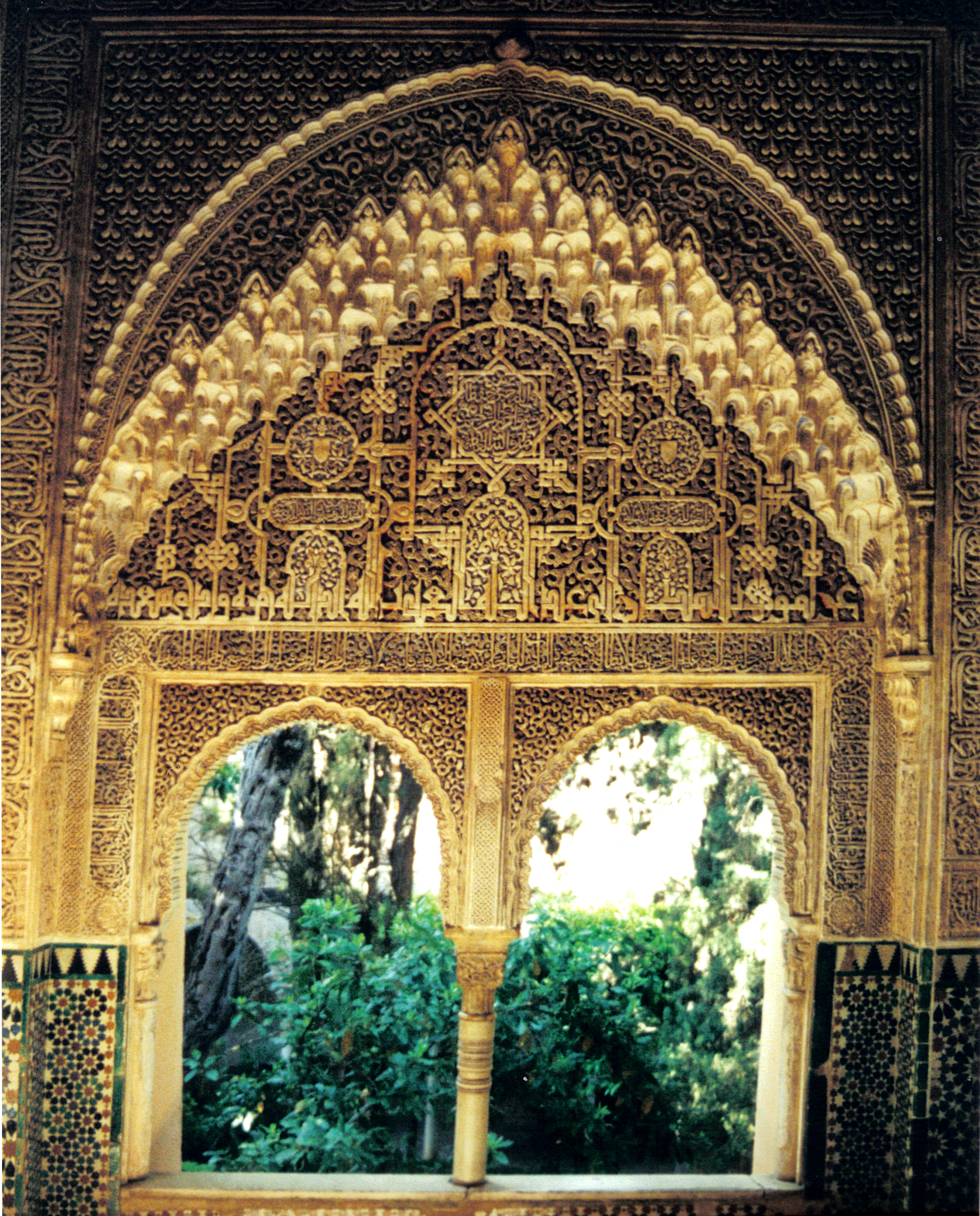
Alhambra de Grenade : arc à muqarnas du mirador de Daraxa.

L'arc à muqarnas ou arc à stalactites est une variante de l'arc à lambrequins dont l'intrados est orné de muqarnas.

## L'arc à muqarnas dans l'architecture nasride
L'arc à muqarnas est apparu au XIVe siècle dans l'architecture nasride du royaume de Grenade par combinaison de deux éléments :
- l'arc à lambrequins hérité de l'architecture almohade ;
- le motif décoratif appelé muqarnas, muqarbas (mocárabes en castillan) ou encore stalactictes, probablement inventé par les Perses samanides au Xe siècle et transmis par l'Iran seldjoukide au reste du monde musulman.

Les arcs à muqarnas ornent en abondance l'Alhambra de Grenade :
- pavillons axiaux de la cour des Lions (arcs à muqarnas surmontés d'une profusion de décors de sebka, autre héritage de l'architecture almohade classiquement associée à l'arc à lambrequins) ;
- porte de la salle de la Barca située sous le portique nord de la cour des Myrtes ;
- mirador de Daraxa ;
- salle des Rois.

|  |  |  |

## L'arc à muqarnas dans l'architecture mudéjare
L'arc à muqarnas a été repris par l'architecture mudéjare contemporaine de l'architecture nasride.
La niche axiale du Patio des demoiselles de l'Alcazar de Séville est ornée d'un immense arc à muqarnas doré présentant des traces de peinture bleue.

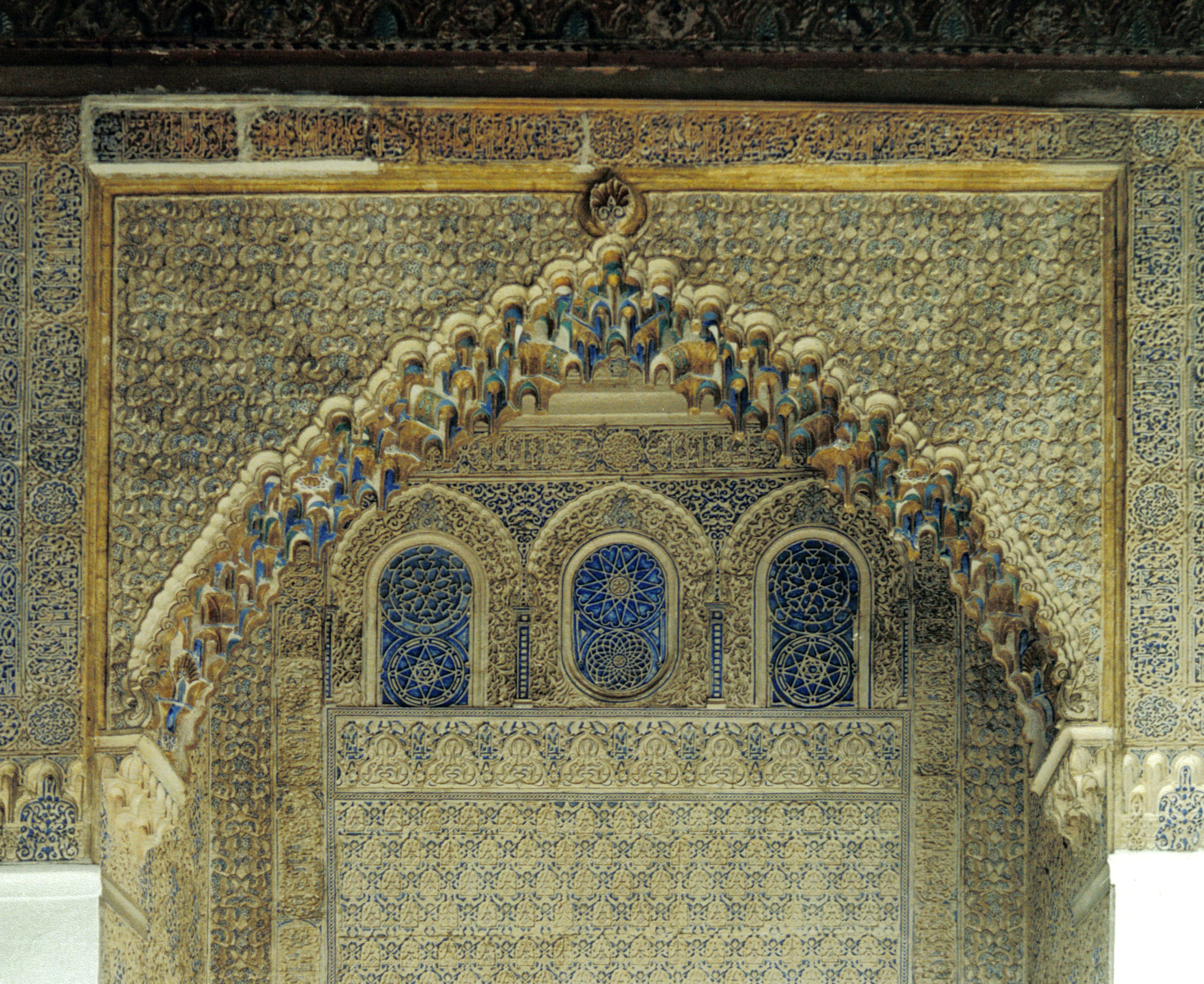
Arc à muqarnas du patio des Demoiselles de l'Alcazar de Séville.